# Asbury Latimer
Asbury Churchwell Latimer, född 31 juli 1851 nära Lowndesville, South Carolina, död 20 februari 1908 i Washington, D.C., var en amerikansk demokratisk politiker. Han representerade delstaten South Carolina i båda kamrarna av USA:s kongress, först i representanthuset 1893-1903 och sedan i senaten från 1903 fram till sin död.
Latimer var verksam som jordbrukare i Anderson County, South Carolina. Han blev invald i representanthuset i kongressvalet 1892. Han omvaldes fyra gånger. Han efterträdde sedan 1903 John L. McLaurin som senator för South Carolina. Han avled i ämbetet och efterträddes av Frank B. Gary.
Latimer var metodist. Han gravsattes på Belton Cemetery i Belton.